# Stazione di Crotone Scalo
La stazione di Crotone Scalo era una stazione ferroviaria della linea a scartamento ridotto Crotone–Petilia Policastro, a servizio della zona sud di Crotone. Era gestita dalle Ferrovie Calabro Lucane ed è stata dismessa nel 1972.

## Storia
La stazione venne aperta nel 1930 insieme alla linea Crotone Città–Petilia Policastro, gestita inizialmente dalla MCL e poi dalle Ferrovie Calabro Lucane. Situata accanto alla stazione FS di Crotone, fungeva da punto di interscambio tra la rete statale e quella a scartamento ridotto FCL. Dopo la chiusura della linea, avvenuta nel 1972, la stazione fu utilizzata per un periodo come sede di uffici delle linee automobilistiche delle Ferrovie della Calabria, poi abbandonata.

## Strutture e impianti
La stazione di Crotone Scalo era una fermata intermedia dotata di un fabbricato viaggiatori. Restano pochi elementi visibili dell’infrastruttura originale: si segnalano un tratto di rilevato, una staccionata del bivio Porto e resti del viadotto Pignataro. L’edificio è stato parzialmente riutilizzato ma, in gran parte, è in stato di abbandono.